# 小笠原遥
小笠原 遥（おがさわら はるか・男性・1989年4月21日 - ）は、日本のフリーアナウンサー・俳優・ナレーター。
千葉県出身。早稲田大学商学部卒業。2014年10月に東北放送にアナウンサーとして入社し、2018年12月に退社。その後、メディア関連の企業で働きながら、2022年放送のテレビ東京系テレビドラマ『部長と社畜の恋はもどかしい』で俳優としてもデビュー。フリーアナウンサーとしても活動している。2024年12月放送のテレビ朝日『3分間で泣ける話』でシナリオライターとしても活動を始めた。

## 人物/エピソード
- 早稲田大学商学部に秋入学制度で入学している。在学中は1年間休学し、英語を学ぶためマルタ共和国に留学。スペインにも短期で留学している。
- 『パイレーツ・オブ・カリビアン/呪われた海賊たち』でジャック・スパロウを演じた平田広明の演技に感銘を受け、吹き替えに興味を持った。
- 学生時代から俳優を志していたが、当時は進路を熟考した末に就職する。好きな映画やドラマに携わる仕事ができることに魅力を感じ、東京を中心に放送局を受験。声での表現やナレーションにも興味があったため、アナウンサー試験を受けた。
- 好きな俳優はペネロペ・クルス。自身のラジオ番組で「永遠の推し」と語っている。彼女がきっかけでスペイン映画にハマり、スペイン語を学んだ。
- 早稲田大学商学部の秋入学の1学年先輩にはフジテレビアナウンサーの三上真奈がいる。
- 大学時代は放送研究会に所属。2学年先輩にフジテレビアナウンサーの酒主義久と宮澤智がいる。
- 脚本家の大北はるかは大学時代の先輩にあたる。
- 2018年、井上芳雄がパーソナリティを務めるTBSラジオの番組で自身が紹介されたことをきっかけにライブに招待され対面している。
- トランペット演奏が特技。フジテレビのドラマ「テッパチ!」では陸上自衛隊中央音楽隊のトランペッター・野田澄人役を演じた。
- アナウンサー時代に仙台国際ハーフマラソン大会に番組の企画で出場して完走した。当時一緒に走ったのは1年先輩だった袴田彩会。
- アナウンサー時代に映画「祈りの幕が下りる時」に出演。この時、福澤克雄監督に演技の指導をつけてもらったという。
- 幼い頃からテレビドラマが好きで、脚本を学んだ。日本脚本家連盟スクールの本科125期を修了。テレビ朝日「3分間で泣ける話」で脚本デビュー。
- アナウンサー時代は阿部寛、佐藤浩一、広瀬すずなど数々の俳優やアーティストにインタビューしている。
- 千葉ロッテマリーンズの大ファン。頻繁に球場で観戦している。
- 幼い頃からディズニーが好き。1番好きな映画は「アラジン」。
- スター・ウォーズのファンで、アナキン・スカイウォーカーが好き。『スカイウォーカーの夜明け』の日本公開時に来日したJ.Jエイブラムス監督と主演のデイジー・リドリーに英語でインタビューしている。
- 世界遺産検定1級を取得しており、世界遺産めぐりと旅が趣味。これまでに30カ国ほど訪れている。
- 「旅行先にトイレットペーパーを2ロール必ず持参する」というエピソードをラジオで話したところ、パーソナリティのロンドンブーツ1号2号の田村淳から「そんなに綺麗好きなら海外に行かなきゃいいのに」と弄られた。
- 「温泉ソムリエ」の資格を取得している。情報番組のロケではタキシード姿でシャンパングラスと桶を持って東北各地の温泉をめぐるコーナーを担当。サンドウィッチマン (お笑いコンビ)の富澤たけしから「その格好で温泉にいくのは変態でしかない」と言われ、伊達みきおからは「オガハルくんはどこか胡散臭さがあるキャラ」といじられていた。
- スペイン語検定4級を持っており、簡単な日常会話ならスペイン語でコミュニケーションが取れる。

## 出演番組

### TBCアナウンサー時代
テレビ・ラジオ番組
- ウォッチン!みやぎ - 木・金曜日MC（2015年4月2日 - 2018年3月30日）
- ウォッチン!プラス 絆みやぎ - 中継リポーター（2015年4月4日 - 2016年3月26日）
- 河北新報ニュース - 不定期出演
- ランチボックス-L - 金曜パーソナリティ（2018年4月6日 - 2018年12月28日）
- ロジャー大葉のラジオな気分 - 木曜リポーター (2018年4月5日-12月27日)
- NewNews-不定期出演
- サンドのぼんやり〜ぬTV -不定期出演
- シネマどきっ！-ナレーション不定期出演
- 井上芳雄 by MYSELF-ゲスト出演

#### 映画
・祈りの幕が下りる時（2018年）

### 東北放送退社後

#### テレビドラマ
- 部長と社畜の恋はもどかしい（2022年1月6日 - 3月24日 、テレビ東京） - 佐々木良平 役[1]
- 妻、小学生になる。 第4話（2022年2月11日、TBS）- 小学校教諭 役
- テッパチ！第9話 (2022年8月、フジテレビ)– 野田澄人 役
- 月曜プレミア8『神の手』（2023年2月、テレビ東京）-文芸社の編集部員役
- NHKスペシャル『未解決事件』File.10下山事件 - 事件当時のアナウンサー役（2024年3月30日）

#### ラジオ
- TOKYO MORNING RADIO （J-WAVE）(2019年) ゲスト出演
- マツコの夜の巷を徘徊する （テレビ朝日）(2019年)
- Fine!!（TBSラジオ）(2019年)　※小森谷徹の代打パーソナリティ
- 田村淳の News club（文化放送）(2019年) ゲスト出演
- 生島ヒロシのおはよう一直線（TBSラジオ）（2022年）※生島ヒロシの代打パーソナリティ

広告
・太陽生命 テレビCM（2024年）
・ALSOK テレビCM（2022年）
・サントリー「特茶」Web CM（2022年）
・P＆G「ジレット・プログライドエアー」テレビCM（2022年）